# Олдржих Рульц
Олдржих Рульц (чеськ. Oldřich Rulc, 28 березня 1911 — 4 квітня 1969) — чехословацький футболіст, що грав на позиції нападника за клуби «Спарта» (Прага) та «Жиденіце», а також національну збірну Чехословаччини.

## Клубна кар'єра
У футболі дебютував 1929 року виступами за команду «Спарта» (Прага), в якій провів один сезон, взявши участь у 4 матчах чемпіонату.
1930 року перейшов до клубу «Жиденіце», за який відіграв 18 сезонів. Завершив професійну кар'єру футболіста у 1948 році.
| Дата       | Місто    | Господарі      | Результат | Гості          | Турнір                             | Голи | Примітки |
| ---------- | -------- | -------------- | --------- | -------------- | ---------------------------------- | ---- | -------- |
| 17.09.1933 | Прага    | Чехословаччина | 3 – 3     | Австрія        | товариський матч                   | -    | 40'      |
| 15.10.1933 | Варшава  | Польща         | 1 – 2     | Чехословаччина | Відбір до ЧС 1934                  | -    |          |
| 02.09.1934 | Прага    | Чехословаччина | 3 – 1     | Югославія      | товариський матч                   | -    |          |
| 23.09.1934 | Відень   | Австралія      | 2 – 2     | Чехословаччина | Кубок Центральної Європи 1933—1935 | -    |          |
| 14.10.1934 | Женева   | Швейцарія      | 2 – 2     | Чехословаччина | Кубок Центральної Європи 1933—1935 | -    |          |
| 17.03.1935 | Прага    | Чехословаччина | 3 – 1     | Швейцарія      | Кубок Центральної Європи 1933—1935 | -    |          |
| 06.09.1935 | Белград  | Югославія      | 0 – 0     | Чехословаччина | товариський матч                   | -    |          |
| 27.09.1936 | Прага    | Чехословаччина | 1 – 2     | Німеччина      | товариський матч                   | -    |          |
| 18.10.1936 | Прага    | Чехословаччина | 5 – 2     | Угорщина       | Кубок Центральної Європи 1936—1938 | -    |          |
| 23.05.1937 | Прага    | Чехословаччина | 0 – 1     | Італія         | Кубок Центральної Європи 1936—1938 | -    |          |
| 19.09.1937 | Будапешт | Угорщина       | 8 – 3     | Чехословаччина | Кубок Центральної Європи 1936—1938 | 26'  |          |
| 03.10.1937 | Прага    | Чехословаччина | 5 – 4     | Югославія      | товариський матч                   | 5'   |          |
| 13.10.1937 | Прага    | Чехословаччина | 4 – 0     | Латвія         | товариський матч                   | -    |          |
| 24.10.1937 | Прага    | Чехословаччина | 2 – 1     | Австрія        | Кубок Центральної Європи 1936—1938 | -    |          |
| 07.11.1937 | Софія    | Болгарія       | 1 – 1     | Чехословаччина | Відбір до ЧС 1938                  | -    |          |
| 05.06.1938 | Гавр     | Чехословаччина | 3 – 0     | Нідерланди     | ЧС 1938                            | -    |          |
| 14.06.1938 | Бордо    | Чехословаччина | 1 – 2     | Бразилія       | ЧС 1938                            | -    |          |
| Усього     |          | Матчів         | 17        |                | Голів                              | 2    |          |

Помер 4 квітня 1969 року на 59-му році життя у місті Брно.